# Paquito Cordero
Paquito Cordero (Francisco Cordero Baéz; * 16. Oktober 1932 in Santurce; † 30. Juni 2009 in San Juan) war ein puerto-ricanischer Fernsehproduzent und Schauspieler.
Cordero besuchte die Santurce Central High School und studierte an der University of Puerto Rico. Mitte der 1960er Jahre gründete er die Paquito Cordero Productions, Inc. Deren erste Produktion El Show de las 12 wurde 1965 erstmals bei Telemundo ausgestrahlt und war dort 40 Jahre lang eines der populärsten Programme. Weitere erfolgreiche Produktionen Corderos waren u. a. Noche de Gala, Walter, Las Estrellas y Usted, Mi Hippie Me Encanta, El Show de Chucho, En Casa de Juanma y Wiwi und La Gente Joven de Menudo/Menudomania. Er trat außerdem als Schauspieler in einigen Komödien auf und war Autor und Regisseur der Komödie El alcalde de Machucha (1964).